# Elizabeth Kortright Monroe
Elizabeth Kortright Monroe (Nueva York, 30 de junio de 1768-Richmond, 23 de septiembre de 1830) fue la esposa del presidente James Monroe y primera dama de los Estados Unidos de 1817 a 1825.

## Primeros años
Era hija de Lawrence Kortright y Hannah Aspinwall. No existen documentos sobre los estudios realizados por Elizabeth Kortright, pero sí que fue criada por su abuela paterna que era dueña y administradora de su negocio de bienes raíces en Nueva York. Probablemente cuidó de proveerle una buena educación formal, en vista que se desenvolvió bien en su vida en Francia y España. Fue instruida en francés y latín así como también las "habilidades sociales tradicionales" para las mujeres jóvenes de su clase en literatura, música, danza y costura.

## Religión
Fue criada en la iglesia reformada neerlandesa, y casada en servicio episcopal.

## Ocupación antes de casarse
No existe documentación sobre su ocupación antes de contraer matrimonio, pero considerando la abundancia y el estado social de su familia, como joven dama, Elizabeth Kortright Monroe era parte de los círculos de la alta sociedad de la ciudad de Nueva York. Aun así, ella ya era socialmente prominente al comienzo de la Guerra de Independencia de los Estados Unidos, ya que su padre era un oficial leal.

## Matrimonio y familia
Tenía 17 años cuando se casó con James Monroe, el 16 de febrero de 1786 en la Iglesia Episcopal de la Trinidad en Nueva York. La pareja pasó su luna de miel en Long Island y después vivió en Nueva York con su padre. Luego regresaron a su estado nativo de Virginia donde James practicó la abogacía. Vivieron primero en Fredericksburg y luego se fueron a Charlottesville para estar cerca de su amigo cercano, Thomas Jefferson.
Tuvieron tres niños, dos hijas y un hijo: Eliza Monroe Hay (1786-1840), James Spence Monroe (1799-1801) y Maria Hester Gouverneur (1803-1850).

## Esposa política
Con la elección de Monroe al Senado en 1790, la Familia Monroe se reubicó momentáneamente en la ciudad de Filadelfia. Sin embargo, Elizabeth Monroe pasó mucho de su tiempo en la ciudad de Nueva York con sus hermanas y famliares. Cuatro años más tarde, James Monroe fue nombrado ministro de Estados Unidos en Francia y se trasladaron a París. A Elizabeth Monroe le agradó la ciudad y su gente, y fue bien recibida por parte de la gente y los diplomáticos. Durante los últimos días de la Revolución francesa, Elizabeth se hizo conocer por mérito propio por la valiente visita que le hizo Adrienne de Noailles de Lafayette, esposa del encarcelado Marqués de Lafayette quien fue un gran amigo personal de George Washington y muchos otros patriotas revolucionarios de la época de la revolución. Como resultado de este interés, Adrienne fue liberada en 22 de enero de 1795.
Reconociendo la importancia puesta en el comportamiento y aspectos sociales, Elizabeth Monroe mostró ser una persona equilibrada que manejó bien las costumbres americanas, mientras respetaba los protocolos del Viejo Mundo europeo. Al adoptar la vestimenta francesa en combinación con su belleza física se ganó el apodo de La bella americana (La Belle Americane). Por sus maneras dignas y a través de las relaciones personales que crearon los esposos Monroe con los ministros y diplomáticos europeos, muchas naciones aceptaron el establecimiento definitivo de los Estados Unidos no solamente como una nueva nación, poderosa y sofisticada.
La pareja hospedó al americano Thomas Paine en su casa en París después que James Monroe aseguró la liberación carcelaria del famoso escritor que había sido encerrado por oponerse a la ejecución del rey Luis XVI. Luego Monroe regresó a Virginia y fue elegido Gobernador, cargo que desempeñó desde 1799 a 1803. Elizabeth Monroe empezó hacer gestiones en Richmond y Charlottesville, época durante la cual su padre e hijo murieron y ella desarrolló serios problemas de salud que finalmente la llevaron a retirarse de la actuación pública. Según los síntomas que fueron descritos por sus contemporáneos era una epilepsia que la llevó frecuentemente a temblores y desvanecimientos.
Durante la administración de Thomas Jefferson, y entre 1803 y 1807, Elizabeth logró regresar a Europa. La familia vivió intermitentemente entre Londres y París. James Monroe fue enviado a Francia a ayudar a negociar con Napoleón la compra de Luisiana y luego fue nombrado ministro en Gran Bretaña. La sociedad de Londres no reconoció a los Monroe y le dieron el más bajo estatus social. Mientras, ella había establecido un círculo de amistades y conocidos en París, incluyendo aquellos que ascendían en el poder por la época. Elizabeth y James Monroe, por tanto, fueron invitados como huéspedes para ser testigos de la coronación de Napoleón el 2 de diciembre de 1804.
De nuevo en los Estados Unidos James Monroe sirvió como Secretario de Estado entre 1811 y 1817, viviendo junto a Elizabeth en Washington. Compraron una casa privada cerca de Loudon County, Virginia. Sin embargo, pasaron poco tiempo en la capital. Elizabeth era apenas vista fuera de las funciones oficiales y no devolvía visitas sociales que fueran hechas a ella por las esposas de los otros oficiales.

## Campaña presidencial y elección
No se conoce ninguna actividad de Elizabeth Monroe durante las dos campañas para la presidencia de su esposo en 1816 y 1820, en las que este ganó las elecciones.
Elizabeth tomó una actitud más pasiva durante la asunción presidencial de 1817, ya que la renovación de la Casa Blanca que estaba dañada desde 1814 por el incendio provocado por las tropas Británicas aún no estaba terminada. La ceremonia se realizó en la residencia privada de los Monroe. De todos modos, la Sra. Monroe no apareció en ninguna de las tomas de posesión ni en el saludo protocolario de los invitados a su casa. En la inauguración del período presidencial de 1821, Elizabeth si concurrió a la gala pública que se llevó a cabo en el Brown's Hotel.

## Primera dama
Fue primera dama desde el 4 de marzo de 1817 al 4 de marzo de 1825. A pesar de que fue primera dama por ocho años, existe muy poca referencia de la actividad de Elizabeth Monroe. Ninguna correspondencia sobrevivió entre ella y el presidente, su familia y el público en general. En pocos documentos donde aparece su nombre, éste estaba relacionado exclusivamente con asuntos legales, financieros y de propiedad.
No era Elizabeth sino James Monroe quien estuvo a cargo de los detalles de compra de mobiliario para la nueva Casa Blanca renovada. El estilo real de la mansión no reflejaba el estilo de la Sra. Monroe, como ella normalmente sugería, aunque se especulaba que ella tenía algo que ver y que también prefería darle énfasis al estilo francés por sobre el inglés o los mobiliarios americanos. A pesar de su edad, se veía joven y actual, según puede comprobarse por las evidencias materiales en la oficina de leyes de Monroe y el museo de Fredericksburg, Virginia, donde se detallan la vestimenta y joyas que usó ante el público en ocasiones. Sus cenas eran servidas al estilo inglés con un sirviente para cada huésped. En privado, la familia Monroe solo hablaba en francés. Elizabeth Monroe mostró un contraste extremo con su precursora Dolley Madison, que había concebido su papel como parcialmente público.
Elizabeth estableció un estilo más europeo y menos protocolos sociales. Entendió sin embargo las visitas de las esposas de los integrantes de los Poderes Judicial y Legislativo así como las de los diplomáticos extranjeros, como un reconocimiento del Poder Ejecutivo. El presidente Monroe llevó a cabo el 29 de diciembre de 1817 una reunión del gabinete donde explicó las confusas reglas de la nueva Casa Blanca en cuanto a la política social y también para discutir como los diferentes jefes de departamento podían crear sus propias políticas con relación a la interacción social con los dignatarios extranjeros
Elizabeth Monroe se mantuvo firme y el 22 de enero de 1818 al marcar su primera presencia social como primera dama, obtuvo el respaldo de una europea educada, Louisa Adams, esposa del Secretario de Estado. Cuando los Monroe decidieron dejar Washington por su casa en Virginia en vez de organizar la recepción pública del día de la Independencia en el año 1819, algunos ciudadanos se sintieron insultados. Indignados con el protocolo de Elizabeth Monroe, boicotearon todas las recepciones de la administración en Washington. Cuando Louisa Adams instituyó la misma política social, sus recepciones también fueron boicoteadas. Finalmente el presidente Monroe llevó a cabo una segunda reunión del Gabinete el 20 de diciembre de 1819 donde se decidió que mientras el Poder ejecutivo debía acatar sus normas, los otros poderes del Estado y sus familias, el vicepresidente e individuos miembros del Gabinete eran libres de determinar sus propias políticas sociales.
En la segunda administración de los Monroe aceptaron la política de Elizabeth Monroe y los invitados fueron regresando a la Casa Blanca. Esto también marcó su progresivo desempeño como primera dama, siendo una de sus recepciones más notables la dada al Marqués de Lafayette, durante su gira norteamericana del año 1824.
Cuando Elizabeth Monroe aparecía en las recepciones y en los otros eventos donde el público la podía ver, se mostraba jovial y capacitada, aunque siempre estaba acompañada por un círculo de sus familiares mujeres. La Casa Blanca no dio información en detalle de la condición de salud de Elizabeth Monroe aunque se conocía que ella estaba padeciendo una condición llamada “the falling sickness," o la "enfermedad de las caídas" o sea epilepsia, en la ignorancia sobre el tema se especuló sobre una enfermedad mental de la primera dama.
En qué medida Elizabeth Monroe era políticamente influyente o expresó una opinión sobre los acontecimientos y las decisiones hechas frente por su marido no se sabe; fue aceptado extensamente que después de su muerte, James Monroe quemó todas su correspondencia. Al recordar a su esposa, Monroe luego escribiría que ella compartió enteramente todos los aspectos de su carrera del servicio público y que siempre estaba motivada por los intereses de los Estados Unidos. Una carta de su influyente yerno George Hay, sin embargo, sí sugiere que apoyó en una ocasión la situación difícil que envolvió al controvertido congresista de Virginia, John Randolph. Elizabeth también tuvo una relación cercana con Andrew Jackson, el entonces héroe popular de las batallas de Nueva Orleans en la guerra de 1812, que siempre era mencionado en las cartas presidenciales.

## Después de la vida presidencial
En 1825 Elizabeth Monroe estaba en tan mal estado de salud que tuvo que permanecer en la Casa Blanca tres semanas después que expiró el periodo presidencial de su esposo. Retirados a su finca en el condado de Loudon, Virginia, cerca de Washington, sus actividades se centraron en su familia y no asumió ningún papel público posterior. Viajó solamente a Nueva York a visitar a su hija María y a su familia, como también a sus hermanas, sobrinos y sobrinas. Un año después de dejar la Casa Blanca, sufrió un colapso cerca de una chimenea abierta y recibió quemaduras graves; moriría tres años después de ese accidente. Cuando falleció, Monroe predijo que él no viviría mucho después de esto y, efectivamente, murió diez meses después.

## Fallecimiento
Elizabeth Kortright Monroe murió en Oak Hill Estate, condado de Loudoun, Virginia el 23 de septiembre de 1830, a los 62 años de edad, siendo sepultada en aquel lugar, para ser años después, en 1903, trasladada al Cementerio Hollywood en Richmond, Virginia.
- Datos: Q233628
- Multimedia: Elizabeth Monroe / Q233628